# Marie-Berthe de Rohan
Marie-Berthe de Rohan (francese: ''Princesse Marie-Berthe Françoise Félicie Jeanne de Rohan; Teplice, 21 maggio 1868 – Vienna, 19 gennaio 1945) era la nona e più giovane dei figli del principe Arthur de Rohan e di sua moglie, la contessa Gabriele von Waldstein-Wartenberg..

## Biografia
Marie-Berthe era una principessa di Rohan e membro del casato di Rohan per nascita. Nacque a Teplitz nel regno di Boemia in Austria-Ungheria. Attraverso il suo matrimonio con Carlos, duca di Madrid, pretendente carlista al trono spagnolo, Marie-Berthe fu la titolare regina consorte di Spagna, Francia, e Navarra.
Sposò Carlos, duca di Madrid, secondo figlio maschio, di Juan, conte di Montizón e di sua moglie l'arciduchessa Maria Beatrice d'Austria-Este, il 28 aprile 1894 a Praga. Dal matrimonio non nacquero figli.
Marie-Berthe morì a Vienna nell'allora Reich della Grande Germania, all'età di 76 anni.

## Titoli trattamento, onorificenze e stemma

### Titoli e trattamento
- 21 maggio 1868 – 28 aprile 1894: Sua Altezza Principessa Marie-Berthe de Rohan
- 28 aprile 1894 – 18 luglio 1909: Sua Altezza Reale La Duchessa di Madrid, Principessa di Rohan
- 18 luglio 1909 – 19 gennaio 1945: Sua Altezza Reale La Duchessa Vedova di Madrid, Principessa di Rohan

## Ascendenza
|                                                      |                                        |                                                          | Genitori                                              |  |  | Nonni |  |  | Bisnonni                                 |  |  | Trisnonni                        |  |
|                                                      |                                        |                                                          |                                                       |  |  |       |  |  | Charles-Louis-Gaspard de Rohan-Rochefort |  |  | Charles-Jules de Rohan-Rochefort |  |
|                                                      |                                        |                                                          |                                                       |  |  |       |  |  | Charles-Louis-Gaspard de Rohan-Rochefort |  |  | Charles-Jules de Rohan-Rochefort |  |
|                                                      |                                        | Marie-Henriette-Charlotte d'Orléans-Rothelin             |                                                       |  |  |       |  |  | Charles-Louis-Gaspard de Rohan-Rochefort |  |  |                                  |  |
| Benjamin de Rohan-Rochefort                          |                                        |                                                          |                                                       |  |  |       |  |  | Charles-Louis-Gaspard de Rohan-Rochefort |  |  |                                  |  |
|                                                      |                                        | Marie-Louise-Joséphine de Rohan-Guéméné                  | Henri-Louis-Marie de Rohan-Guéméné                    |  |  |       |  |  |                                          |  |  |                                  |  |
|                                                      |                                        | Marie-Louise-Joséphine de Rohan-Guéméné                  | Henri-Louis-Marie de Rohan-Guéméné                    |  |  |       |  |  |                                          |  |  |                                  |  |
|                                                      |                                        | Marie-Louise-Joséphine de Rohan-Guéméné                  | Victoire-Armande-Josèphe de Rohan-Soubise             |  |  |       |  |  |                                          |  |  |                                  |  |
| Arthur Carl Benjamin Victor Louis de Rohan-Rochefort |                                        | Marie-Louise-Joséphine de Rohan-Guéméné                  |                                                       |  |  |       |  |  |                                          |  |  |                                  |  |
|                                                      |                                        | Auguste, IX duca di Croÿ                                 | Anne Emmanuel de Croÿ                                 |  |  |       |  |  |                                          |  |  |                                  |  |
|                                                      |                                        | Auguste, IX duca di Croÿ                                 | Anne Emmanuel de Croÿ                                 |  |  |       |  |  |                                          |  |  |                                  |  |
|                                                      |                                        | Auguste, IX duca di Croÿ                                 | Auguste Friederike zu Salm-Kyrburg                    |  |  |       |  |  |                                          |  |  |                                  |  |
| Stéphanie de Croÿ                                    |                                        | Auguste, IX duca di Croÿ                                 |                                                       |  |  |       |  |  |                                          |  |  |                                  |  |
|                                                      |                                        | Anne-Victurnienne-Henriette de Rochechouart de Mortemart | Victurnien-Jean-Baptiste de Rochechouart de Mortemart |  |  |       |  |  |                                          |  |  |                                  |  |
|                                                      |                                        | Anne-Victurnienne-Henriette de Rochechouart de Mortemart | Victurnien-Jean-Baptiste de Rochechouart de Mortemart |  |  |       |  |  |                                          |  |  |                                  |  |
|                                                      |                                        | Anne-Victurnienne-Henriette de Rochechouart de Mortemart | Anne-Catherine-Gabrielle d'Harcourt                   |  |  |       |  |  |                                          |  |  |                                  |  |
| Marie-Berthe de Rohan-Rochefort                      |                                        | Anne-Victurnienne-Henriette de Rochechouart de Mortemart |                                                       |  |  |       |  |  |                                          |  |  |                                  |  |
|                                                      | Ernst Philipp von Waldstein-Wartenberg | Vincenz von Waldstein-Wartenberg                         |                                                       |  |  |       |  |  |                                          |  |  |                                  |  |
|                                                      | Ernst Philipp von Waldstein-Wartenberg | Vincenz von Waldstein-Wartenberg                         |                                                       |  |  |       |  |  |                                          |  |  |                                  |  |
|                                                      | Ernst Philipp von Waldstein-Wartenberg | Anna Sophia von Sternberg                                |                                                       |  |  |       |  |  |                                          |  |  |                                  |  |
| Christian Vincenz Ernst von Waldstein-Wartenberg     | Ernst Philipp von Waldstein-Wartenberg |                                                          |                                                       |  |  |       |  |  |                                          |  |  |                                  |  |
|                                                      |                                        | Antonie Desfours zu Mont und Athienville                 | Franz Anton Desfours                                  |  |  |       |  |  |                                          |  |  |                                  |  |
|                                                      |                                        | Antonie Desfours zu Mont und Athienville                 | Franz Anton Desfours                                  |  |  |       |  |  |                                          |  |  |                                  |  |
|                                                      |                                        | Antonie Desfours zu Mont und Athienville                 | Maria Antonia Josepha Czernin von Chudenitz           |  |  |       |  |  |                                          |  |  |                                  |  |
| Gabriella von Waldstein-Wartenberg                   |                                        | Antonie Desfours zu Mont und Athienville                 |                                                       |  |  |       |  |  |                                          |  |  |                                  |  |
|                                                      |                                        | Anton de Padua Joseph von Thun und Hohenstein            | Josef von Thun und Hohenstein                         |  |  |       |  |  |                                          |  |  |                                  |  |
|                                                      |                                        | Anton de Padua Joseph von Thun und Hohenstein            | Josef von Thun und Hohenstein                         |  |  |       |  |  |                                          |  |  |                                  |  |
|                                                      |                                        | Anton de Padua Joseph von Thun und Hohenstein            | Maria Elisabeth Kollonitz de Kollegrád                |  |  |       |  |  |                                          |  |  |                                  |  |
| Maria Franziska von Thun und Hohenstein              |                                        | Anton de Padua Joseph von Thun und Hohenstein            |                                                       |  |  |       |  |  |                                          |  |  |                                  |  |
|                                                      |                                        | Marie Tereza Vratislavová z Mitrovic                     | Johann Nepomuk von Mitrowitz                          |  |  |       |  |  |                                          |  |  |                                  |  |
|                                                      |                                        | Marie Tereza Vratislavová z Mitrovic                     | Johann Nepomuk von Mitrowitz                          |  |  |       |  |  |                                          |  |  |                                  |  |
|                                                      |                                        | Marie Tereza Vratislavová z Mitrovic                     | Johanna Malowetz von Malowitz u Kosor                 |  |  |       |  |  |                                          |  |  |                                  |  |
|                                                      |                                        | Marie Tereza Vratislavová z Mitrovic                     |                                                       |  |  |       |  |  |                                          |  |  |                                  |  |